# Honeymooners
Honeymooners (englisch für ‚Die Flitterwöchner‘) ist eine US-amerikanische Filmkomödie aus dem Jahr 2005. Regie führte John Schultz; das Drehbuch schrieben Danny Jacobson, David Sheffield, Barry W. Blaustein und Don Rhymer. Der Film basiert auf der gleichnamigen US-amerikanischen Sitcom aus den 1950er Jahren und wurde in Dublin, in Jersey City und in New York City gedreht. Seine Produktionskosten betrugen schätzungsweise 27 Millionen US-Dollar. Der Film spielte in den Kinos der USA ca. 12,8 Millionen US-Dollar ein. In einigen Ländern wie Ungarn, Argentinien und Australien wurde er direkt auf DVD bzw. Video veröffentlicht.

## Handlung
Der New Yorker Busfahrer Ralph Kramden ist mit dem Arbeiter Ed Norton befreundet. Ralph heiratet Alice, die genauso wie Eds Ehefrau Trixie ihren Ehemann mit dem Wunsch bedrängt, ein besseres Leben zu führen. Sie möchte von Brooklyn in eine bessere Gegend ziehen.
Ralph und Ed entwickeln zahlreiche Pläne, an Geld zu kommen. Die Geschäftsideen führen dazu, dass Ralph die Familienersparnisse für ein neues Haus verliert.

## Kritiken
Honeymooners erhielt ein schlechtes Presseecho, was sich auch in den Auswertungen US-amerikanischer Aggregatoren widerspiegelt. So erfasst Rotten Tomatoes größtenteils kritische Besprechungen und ordnet den Film dementsprechend als „Gammelig“ ein. Laut Metacritic fallen die Bewertungen im Mittel „Grundsätzlich Ablehnend“ aus.
Das Lexikon des internationalen Films bezeichnete den Film als eine „misslungene Wiederbelebung einer erfolgreichen amerikanischen Comedy Show aus den 1950er-Jahren als Kino-Klamotte nach einem dreist-sinnlosen Drehbuch voller lahmer Gags“.
Die Zeitschrift Cinema schrieb, der Regisseur lasse die Komödie „zum schmalzigen Blödsinn mit abgestandenen Witzen verkommen“. Sie lobte lediglich die Leistung von John Leguizamo, während die anderen Darstellungen „zum Jaulen schlecht“ seien. Die Redaktion spottete, man solle das Drehbuch zum Mond schießen.
Ähnlich kritisch äußerte sich Prisma: „Lärmender Ulk und nervige Sprüche sorgen für Verstimmungen auf niedrigem Niveau.“
Gabrielle Union wurde im Jahr 2005 für den BET Comedy Award nominiert. Cedric the Entertainer wurde im Jahr 2005 für den Black Movie Award nominiert.

## Belege und weiterführende Informationen
1. ↑  Filming locations for The Honeymooners Internet Movie Database, abgerufen am 1. September 2008
2. ↑  Box office / business for The Honeymooners Internet Movie Database, abgerufen am 1. September 2008
3. ↑  Release dates for The Honeymooners Internet Movie Database, abgerufen am 1. September 2008
4. 1 2  Honeymooners. In: Rotten Tomatoes. Fandango, abgerufen am 27. Dezember 2024 (englisch, aggregiert aus 109 Kritiken).
5. 1 2  Honeymooners. In: Metacritic. Abgerufen am 27. Dezember 2024 (englisch, aggregiert aus 27 Kritiken).
6. ↑  Mark Deming: Honeymooners (Memento vom 7. März 2022 im Internet Archive) bei AllMovie (englisch)
7. ↑  Datenbankabfrage bei cinemascore.com
8. 1 2  Honeymooners. In: cinema. Abgerufen am 10. April 2021.
9. 1 2  Honeymooners. In: prisma. Abgerufen am 10. April 2021.
10. ↑  Honeymooners. In: Lexikon des internationalen Films. Filmdienst, abgerufen am 1. September 2008.